# پروویدنتی
پروویدنتی (به ایتالیایی: Provvidenti) یک کومونه در ایتالیا است که در استان کامپوباسو واقع شده‌است.

## خصوصیات
پروویدنتی ۱۳٫۹ کیلومترمربع مساحت و ۱۵۰ نفر جمعیت دارد.